# بينجامين كاري
بينجامين كاري (بالإسبانية: Benjamín Antonio Garré)‏ هو لاعب كرة قدم أرجنتيني في مركز نصف الجناح، ولد في 11 يوليو 2000 في بوينس آيرس في الأرجنتين. لعب مع مانشستر سيتي.

## وصلات خارجية
- بينجامين كاري على موقع قاعدة بيانات كرة القدم.إي يو (الإنجليزية)
- بينجامين كاري على موقع Soccerway.com (الإنجليزية)
- بينجامين كاري على موقع عالم كرة القدم.نت (الإنجليزية)